# Béni Snassen (montagne)
Pour les articles homonymes, voir Béni-Snassen.
 (mai 2009).
Si vous disposez d'ouvrages ou d'articles de référence ou si vous connaissez des sites web de qualité traitant du thème abordé ici, merci de compléter l'article en donnant les références utiles à sa vérifiabilité et en les liant à la section « Notes et références ».

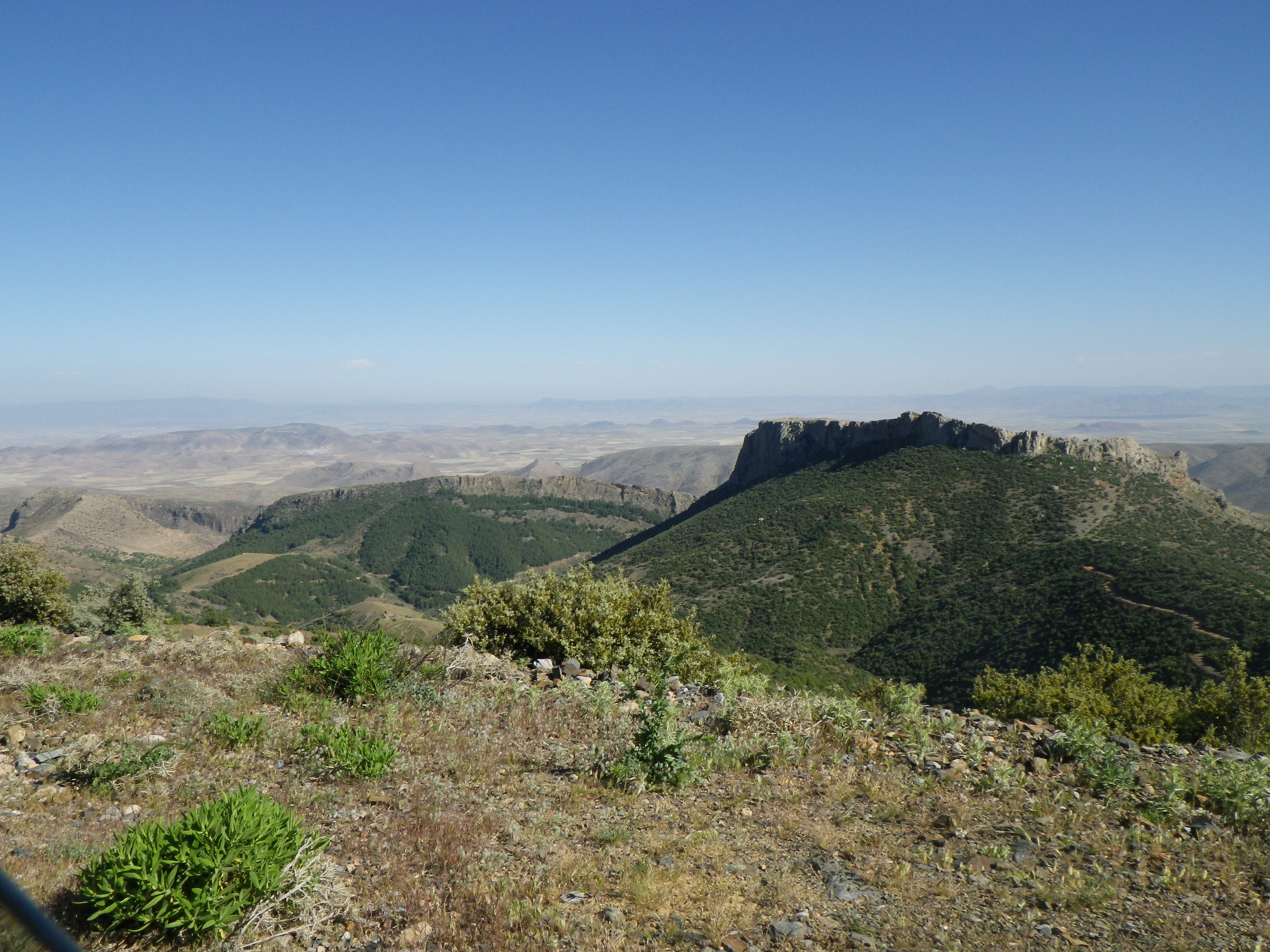
Paysage des Béni Snassen.

Le massif des Béni Snassen ou Aït Iznassen (en berbère : ⴰⵢⵜ ⵉⵣⵏⴰⵙⵏ, Aït Iznassen ; en arabe بني سناسن, Bni Snassen) est une région montagneuse d'altitude peu élevée située au nord-est du Maroc, répartie sur trois provinces : Oujda-Angad, Berkane et la Taourirt dans la région administrative de l'Oriental. Elle est délimitée au nord par la plaine des Triffa, à l'ouest par la vallée de la Moulouya, et au sud-est par la plaine de l'Angad. À ses pieds sont situés plusieurs villes dont Oujda, Ahfir, Bni Drar, Tafoughalt, Fezouane, Aïn Reggada, Aklim, Berkane et Taourirt.

## Géographie
Les Béni Snassen forment un ensemble dont la faible plissure du relief longe le littoral, peu élevé (800 mètres en moyenne), avec pour point culminant le Ras Foughal (1 535 m).
La région est délimitée au nord par la mer Méditerranée, au sud par l’oued Isly, à l’ouest par le fleuve de la Moulouya et à l’est par l’oued Kiss qui longe la frontière algérienne à une vingtaine de kilomètres.

## Agriculture
La plaine des Angades, riche par sa production de céréales de féculents d'oliviers et de figuiers durant les années pluvieuses, se compose de plateaux (à l’ouest) dont la relative aridité limite la culture à l’orge, aux pâturages et à quelques amandiers.
Elle se caractérise par une production variée d’agrumes, de raisins, de figuiers, d'oliviers et de légumes. La construction du grand barrage de Mechra Hammadi sur la Moulouya (Melwiya), ont lancé la haute mécanisation de ses cultures dans toute la région de l'Oriental.

## Habitat et origines
Les habitants des montagnes Béni Snassen sont en majorité zénètes.
Le gouvernement franquiste a réclamé en 1940 le rattachement des Béni Snassen à l'Espagne. Un protocole d'accord signé en 1925 entre dirigeants français et espagnols, à l'issue de la guerre du Rif, prévoyait d'ailleurs leur transfert dans le giron espagnol. Mais en 1940, les diplomates français refusent de se séparer de ce territoire qui revêt une importance stratégique car il longe à l'Est la frontière avec l'Oranie, alors convoitée par le régime de Franco. Le 29 août 1940, Paul Baudouin, ministre des Affaires étrangères de Vichy, propose, afin de mettre un terme aux pressions des nationalistes espagnols, de leur céder les Béni Snassen dès que la paix générale sera établie en Europe. La cession ne se réalisera jamais.